# Lezaeta
Lezaeta est une commune située dans la municipalité de Larraun de la communauté forale de Navarre, dans le Nord de l’Espagne.
Cette commune se situe dans la zone bascophone de la Navarre. Elle est située dans la mérindade de Pampelune, à 42,2km de Pampelune. Sa population en 2021 était de 14 habitants.
Il existe deux autres noyaux de population dans cette municipalité, Lezaeta, qui forme une commune avec Azpirotz et la Seigneurie d'Eraso, mais qui dépendent de la commune d'Errazkin.
Son église est dédiée à l'Assomption de la Vierge et a été construite au XIIe siècle.

## Population
| 2000 | 2005 | 2006 | 2008 | 2010 | 2011 | 2012 | 2014 | 2017 |
| ---- | ---- | ---- | ---- | ---- | ---- | ---- | ---- | ---- |
| 13   | 14   | 16   | 15   | 17   | 12   | 11   | 12   | 15   |

| 2020 | 2021 | - | - | - | - | - | - | - |
| ---- | ---- | - | - | - | - | - | - | - |
| 14   | 14   | - | - | - | - | - | - | - |